# Miller-Kreisprozess
Der Miller-Kreisprozess (auch Miller-Zyklus) für Verbrennungsmotoren ist benannt nach dem Erfinder Ralph Miller, der sich 1957 einen Ventiltrieb patentieren ließ, bei dem das Einlassventil sehr früh, noch während des Ansaugtaktes schließt. Die Füllung wird dadurch verkleinert, der Verdichtungsenddruck und das Expansionsverhältnis bleiben jedoch gleich. Dies bewirkt beim Miller-Motor eine Steigerung des thermodynamischen Wirkungsgrades durch bessere Ausnutzung der Expansionsenergie im Arbeitstakt. Der Miller-Kreisprozess ist eine Adaption des Atkinson-Kreisprozesses für Motoren mit einfachem Kurbeltrieb.

## Grundlagen
Beim Miller-Kreisprozess wird beim Ansaughub das Einlassventil deutlich vor Erreichen des unteren Totpunktes (UT) geschlossen, so dass auch ohne Drosselung nur relativ wenig Frischladung (Gemisch oder bei Direkteinspritzung Luft) in den Zylinder gelangt und der untere Totpunkt mit Unterdruck durchlaufen wird (verminderter Liefergrad). Je nach Konzept wird das geometrische Verdichtungsverhältnis beibehalten (verringerte Klopfneigung, weniger Stickoxidbildung) oder erhöht (weitere Steigerung des Wirkungsgrades).

### Verdichtungsverhältnis & Effizienz
Wenn das Verdichtungsverhältnis entsprechend höher gewählt wird, herrscht durch die geringere Frischladung nach dem Verdichtungshub (im oberen Totpunkt OT) gleicher Druck wie sonst bei vollständiger Ladung: Ohne den kritischen Verdichtungsenddruck zu verändern, wird so weniger Gemisch verbrannt und dafür das geometrische Expansionsverhältnis vergrößert, so dass der Arbeitshub die Expansionsenergie besser ausnutzen kann: Beim Auslass wird weniger Energie (Restdruck) ungenutzt freigesetzt, und die reduzierte Abgastemperatur erleichtert technisch die Anwendung eines Turboladers.
Gleiche Motorleistung erfordert aber beim Miller-Motor prinzipiell größeren Hubraum, weil die höhere Effizienz mit einer niedrigeren spezifischen Hubraumleistung verbunden ist.

### Motorsteuerung
Um für Fahrzeugmotoren eine Quantitätsregelung des Drehmoments über weite Drehzahlbereiche zu ermöglichen, wird der Miller-Kreisprozess heute meist mit variabler Ventilsteuerung realisiert, da die verlustreiche klassische Steuerung mit Drosselklappe ohnehin dem Ziel der Effizienzsteigerung widerspricht. Bei einem Miller-Motor mit fester Ventilsteuerung nehmen (anders als beim Atkinson-Motor) mit wachsender Drehzahl der Liefergrad und das Drehmoment stark ab, was den Einsatzbereich einschränkt, aber etwa als Pumpen-Motor eine einfache Selbstregelung bewirkt.

## Anwendung
- Seit 1997 nutzt Toyota den Miller-Zyklus im Toyota Prius. 2014 kamen mit dem 8AR-FTS im Lexus NX 200t, dem 2UR-GSE im Lexus RC-F und dem 1NR-FKE im Toyota Yaris die ersten Motoren auf den Markt, die mit Toyotas variabler Ventilsteuerung VVT-iE sowohl im Miller-Zyklus als auch im normalen Otto-Zyklus arbeiten können.

- 2008 bot der Hersteller Mazda im Mazda2 einen 1,3-l-Miller-Motor mit zwei obenliegenden Nockenwellen an. Hierbei wird jedoch kein Kompressor eingebaut, sondern ein stufenloses Getriebe (CVT). Der Benzinverbrauch soll sich von 5,2 Liter/100 km auf 4,4 Liter/100 km verringern (japanischer Verbrauchszyklus, da nur dort verfügbar).

- Der Mazda Xedos 9 arbeitete nach dem eng verwandten modifizierten Atkinson-Kreisprozess.

- 2009 stellte Mercedes seinen S 400 Hybrid vor, der den modifizierten Atkinson-Zyklus nutzt.[4]

- 2010 stellte Nissan einen 1,2-l-Dreizylinder-Motor mit der Bezeichnung HR12DDR vor, der mit Eaton-TVS-Kompressor und Miller-Zyklus 72 kW (98 PS) leistet. Den Zyklus erreicht er über seine variable Ventilsteuerung; weitere Effizienz-Maßnahmen umfassen Direkteinspritzung und Start-Stopp-System.[5] Der Motor befand sich im Sommer 2010 noch in der Erprobungsphase.

- Der 2015 vorgestellte Audi A4 B9 nutzt im 2,0-l-TFSI-Ottomotor mit 140 kW (190 PS) den Miller-Zyklus in bestimmten Betriebszuständen, vor allem bei Teillast. Der Motor wird mittlerweile auch in anderen Modellreihen des Herstellers angeboten.[6]

- 2022 stellte BMW eine Überarbeitung seines 3,0-l-Sechszylinder-Ottomotors mit 280 kW (380 PS) und der Bezeichnung B58B30M2 vor, welcher den Miller-Zyklus in bestimmten Betriebszuständen zur Reduktion der Emissionen verwendet. Der Motor wird zu Beginn in der Modellpflege des BMW X7 eingeführt, soll aber auch in anderen Modellreihen des Herstellers angeboten werden.[7]

## Vergleich von Miller-Zyklus und (modifiziertem) Atkinson-Zyklus
Bei modernen Motoren (Otto wie Diesel) wird unter dem modifizierten Atkinson-Prozess das sehr späte Schließen des Einlassventils verstanden, also deutlich nach dem unteren Totpunkt (UT), während beim Miller-Zyklus das Einlassventil deutlich vor UT geschlossen wird.
Der Effekt der verminderten Frischladung ist der gleiche; anders als beim Miller-Zyklus kann man beim Atkinson-Zyklus die Gasdynamik des Ansaugvorgangs nutzen: Im Gegensatz zum Miller-Zyklus erhöht der Atkinson-Zyklus auch bei fester Ventilsteuerung mit wachsender Drehzahl den Liefergrad und damit das Drehmoment, so dass er sich auch ohne Nockenwellenverstellung gut einsetzen lässt. Mit etwas Mehraufwand für eine variable Ventilsteuerung ist der Miller-Zyklus jedoch effizienter.